# Transit de Vénus de 1761
Le transit de Vénus de 1761 est le premier transit de la planète à avoir été observé par l'ensemble des astronomes.

## Caractéristiques

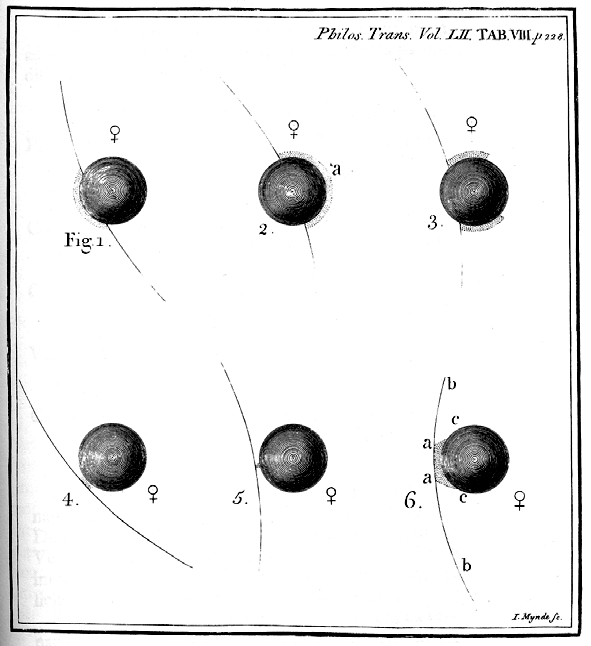
Le phénomène de la goutte noire, tel que décrit par Torbern Bergman en 1761.

Le transit a lieu le 6 juin 1761. Il est alors visible dans sa totalité sur la quasi-totalité de l'Asie, dans l'ouest de l'Australie et en Europe de l'Est. Il l'est au lever du soleil en Afrique et dans le reste de l'Europe. Il l'est au coucher du soleil dans l'océan Pacifique, sur la moitié nord-est de l'Amérique du Nord.
Les horaires du transit sont les suivants (en temps universel) :
- 1er contact : 02:02
- 2e contact : 02:20
- Transit maximal : 05:19
- 3e contact : 08:18
- 4e contact : 08:36
- Durée totale : 6 h et 34 min.

## Historique

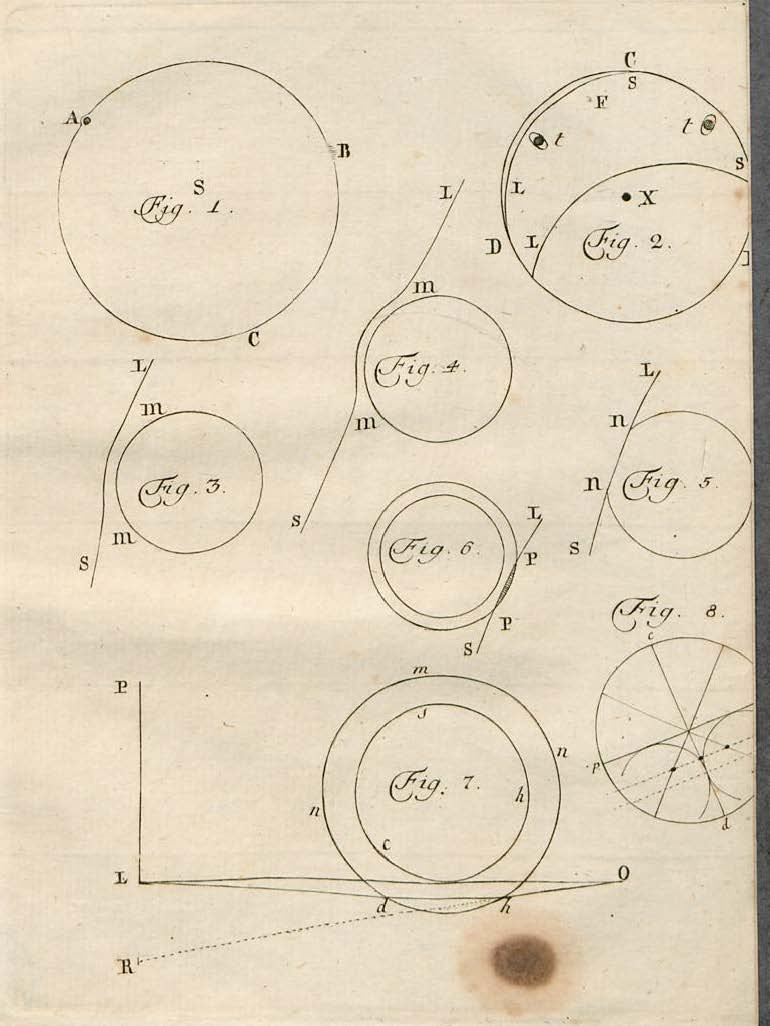
Lomonosov, Apparence de Vénus sur le Soleil, observée à l'observatoire de Saint-Pétersbourg, le 26 mai 1761 (calendrier julien).

Le transit de 1761 se produit vers la fin de la guerre de Sept Ans (1756-1763), conflit majeur mettant en jeu la plupart des puissances européennes sur une vaste partie du globe (Europe, Amérique du Nord, Inde, etc.). Malgré cela, il donne lieu à la première collaboration scientifique multinationale, impliquant une soixantaine de lieux d'observations tant en Europe qu'en Asie et en Afrique.
L'observation du transit met pour la première fois en évidence le phénomène de la goutte noire, effet d'optique où une petite larme noire semble relier le disque de la planète avec la frontière du limbe solaire juste après le 2e contact et juste avant le 3e, empêchant le chronométrage précis de ceux-ci.
En 1761, le savant russe Mikhaïl Lomonossov consacra un traité intitulé Passage de Vénus devant le soleil à cet événement.
L'Histoire de l'Académie royale des Sciences, imprimée en 1763, traite à plusieurs endroits de ce transit de Vénus.

## Liste (partielle) d'observateurs du transit
- Jean-Sylvain Bailly et Nicolas-Louis de Lacaille, à Conflans-sous-Carrière, France.
- Torbern Olof Bergman, à Uppsala, Suède.
- Nathaniel Bliss, à l'observatoire de Greenwich, Angleterre.
- Jean-Théodore Bouin, à Rouen.
- Thomas Bugge, Trondheim, Norvège.
- César-François Cassini de Thury, à Vienne, en Autriche.
- Jean Chappe d'Auteroche, à Tobolsk, en Sibérie.
- Theodoro De Almeida, Porto, Portugal.
- Samuel Dunn, à Chelsea, Angleterre.
- Jean-Paul Grandjean de Fouchy, à Passy.
- Richard Haydon, à Liskeard, Angleterre.
- Gottfried Heinsius, à Leipzig, Allemagne.
- Peder Nielsen Horrebow, Copenhague, Danemark.
- Edme-Sébastien Jeaurat au collège Louis-le-Grand, Paris.
- Charles-Marie de La Condamine et Pierre-Charles Le Monnier, au château de Saint-Hubert.
- Jérôme Lalande, au Palais du Luxembourg, Paris.
- Guillaume Le Gentil, à Pondichéry, Inde.
- Mikhaïl Lomonossov, à l'observatoire de Saint-Pétersbourg, Russie.
- Le cardinal Paul d'Albert de Luynes, à Sens.
- Giovanni Domenico Maraldi, à l'Observatoire de Paris.
- Nevil Maskelyne, à l'île de Saint-Hélène, océan Atlantique.
- Charles Mason et Jeremiah Dixon, au Cap de Bonne-Espérance.
- Tobias Mayer, à Göttingen.
- Christian Mayer, à Schwetzingen.
- Charles Messier, à l'hôtel de Cluny, Paris.
- Réginal Outhier à Bayeux, France.
- Alexandre-Gui Pingré, à Rodrigues, île de l'océan Indien.
- James Porter, à Istanbul, Turquie.
- Stepan Roumovski, à Sélenginsk, Russie.
- James Short, à Saville House, Londres, Angleterre.
- Pehr Wilhelm Wargentin, à Stockholm, Suède.
- John Winthrop, Saint-Jean, Terre-Neuve.
- Eustacho Zanotti, à Bologne, Italie.